# Jean Robichard
Jean Robichard né le 1er avril 1941 à Chamblay (Jura), est un comédien, metteur en scène et écrivain français.

## Biographie
Mis à part sa prolifique carrière de comédien et de metteur en scène qui s'étale sur un peu plus de quatre décennies, Jean Robichard a aussi publié le roman Jaune, couleur de mon souffle, son autobiographie Jean Robichard: Sur les planches d'une vie et, plus récemment, son recueil Mes Conseils aux jeunes comédiens.
Particulièrement reconnu pour ses rôles tragiques tirés des répertoires de Racine et Corneille, Jean Robichard se fait aussi connaître pour ses rôles comiques tirés du répertoire de Molière, Musset, Beaumarchais et Marivaux. C'est cependant son interprétation du rôle de Laërte dans la pièce Hamlet de William Shakespeare mise en scène par Jean-Louis Barrault en 1964 et présentée au Théâtre de l'Odéon qui le révèle véritablement au public.
Jean Robichard a aussi été un acteur essentiel de la décentralisation théâtrale en France et ses discours enflammés durant Mai 68 l'ont rendu célèbre à travers toute la France.
Il est sociétaire de la Comédie-Française depuis 1977.